# Latest Version of the Truth
Latest Version of the Truth är det fjärde fullängdsalbumet av hårdrocksbandet Mustasch från Göteborg. Albumet gavs ut av Regain Records i maj 2007 och gav bandet en grammis på Grammisgalan 2008. Två singlar från albumet har getts ut, Double Nature i april, och Bring Me Everyone i september 2007.
Albumet blev det sista med originaluppsättningen. Hannes Hansson (gitarr) och Mats Hansson (trummor) har av olika orsaker slutat i bandet.

## Låtlista
1. In the Night - 4:21
2. Double Nature - 4:45
3. Falling Down - 3:56
4. The Heckler - 3:31
5. I Wanna Be Loved - 5:44
6. Scyphozoa - 2:13
7. Spreading the Worst - 3:16
8. Bring Me Everyone - 3:57
9. Forever Begins Today - 4:18
10. I Am Not Aggressive - 3:25
11. The End - 9:26
12. Once a Liar (bonusspår på den japanska utgåvan)

## Limited edition
Den begränsade utgåvan innehåller även en bonus-DVD. 
1. Double Nature video
2. The making of the video
3. The making of the album

## Singlar
Double Nature
1. Double Nature
2. Double Nature (radio edit)

Bring me everyone
1. Bring Me Everyone (radio edit)
2. Forever Begins Today (radio edit)

## Banduppsättning
- Ralf Gyllenhammar, sång och gitarr
- Hannes Hansson, gitarr
- Mats Hansson, trummor
- Stam Johansson, bas